# IC 786
IC 786 — галактика типу S0 (спіральна галактика) у сузір'ї Ворон.
Цей об'єкт міститься в оригінальній редакції індексного каталогу.